# 體通天下
體通天下（英語：Sports 2 World），是一個提供國際體育內容資訊網路媒體及直播賽事的OTT平台。

## 歷史
於2018年，體通天下由已停播的樂視體育香港前行政總裁賴汝正為首，加上部分前樂視體育香港員工所組成，公司與中資財團「中投中財」合作在香港成立。
2018年，體通天下投得NBA香港區直播權，透過智能電話應用程式和網站播放節目。

## 節目
- NBA X 體通天下 Sports 2 World

## 廣東話評述員
- 蔡芳裕
- 貝可泓
- 徐嘉樂
- 李嘉耀
- 張存華
- 丘雨勤
- 馮堅成
- 梁國成
- 蔡育瑜
- 李榮基
- 何靜江
- 崔錦棠
- 郭嘉諾
- 羅暉翔
- 趙覺超
- 劉舜文
- 何柏霖

## 外部連結
- 官方网站
- YouTube上的體通天下Sports2World頻道
- 體通天下的Facebook專頁